# 莱索泰勒-维勒维永
莱索泰勒-维勒维永（法語：Les Autels-Villevillon，法語發音：[le.z‿otɛl vilvijɔ̃]）是法国厄尔-卢瓦省的一个市镇，位于该省西部，属于诺让勒罗特鲁区。该市镇于1835年由原市镇莱索泰勒圣埃卢瓦（Les Autels-Saint-Eloi）和维勒维永（Villevillon）合并而成。

## 地理
莱索泰勒-维勒维永（48°10'24"N, 0°59'53"E）面积10.08 平方千米，位于法国中央-卢瓦尔河谷大区厄尔-卢瓦省，该省份为法国北部内陆省份，北起顺时针与厄尔省、伊夫林省、埃松省、卢瓦雷省、卢瓦-谢尔省、萨尔特省和奧恩省接壤。
与莱索泰勒-维勒维永接壤的市镇（或旧市镇、城区）包括：穆拉尔、安韦尔。
莱索泰勒-维勒维永的时区为UTC+01:00、UTC+02:00（夏令时）。

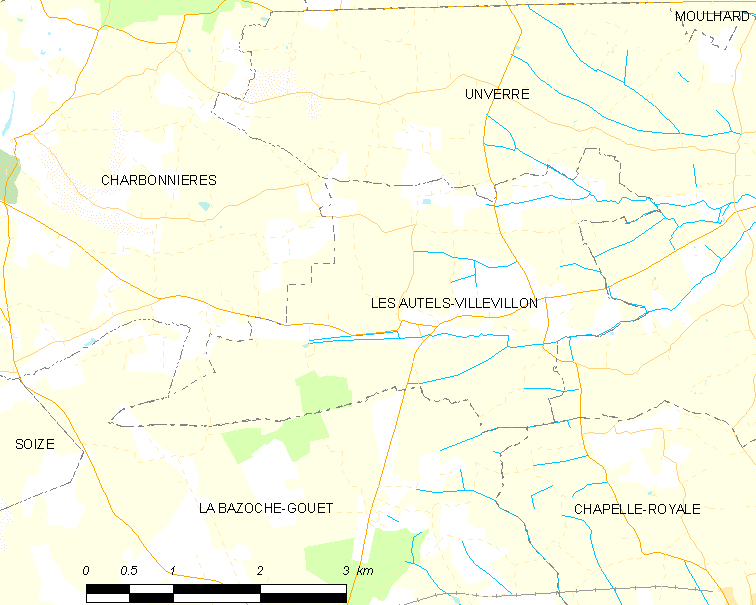
莱索泰勒-维勒维永的OSM定位图

## 行政
莱索泰勒-维勒维永的邮政编码为28330，INSEE市镇编码为28016。

## 政治
莱索泰勒-维勒维永所属的省级选区为布鲁县。

## 人口

1962-2008年间莱索泰勒-维勒维永人口变化图示

莱索泰勒-维勒维永于2022年1月1日时的人口数量为110人。